# پرلموتر ۱۷۲۲۲
سیارک ۱۷۲۲۲ (به انگلیسی: 17222 Perlmutter، نامگذاری:2000CU44) هفده هزار و دویست و بیست و دومین سیارک کشف شده‌است که در ۲ فوریه ۲۰۰۰ کشف شد.
قدر مطلق سیارک برابر ۱۲.۳ است.